# 訃報 2011年11月
訃報 2011年11月（ふほう 2011ねん11がつ）では、2011年11月に物故した、又は物故が報じられた人物についてまとめる。

## 1日 - 15日

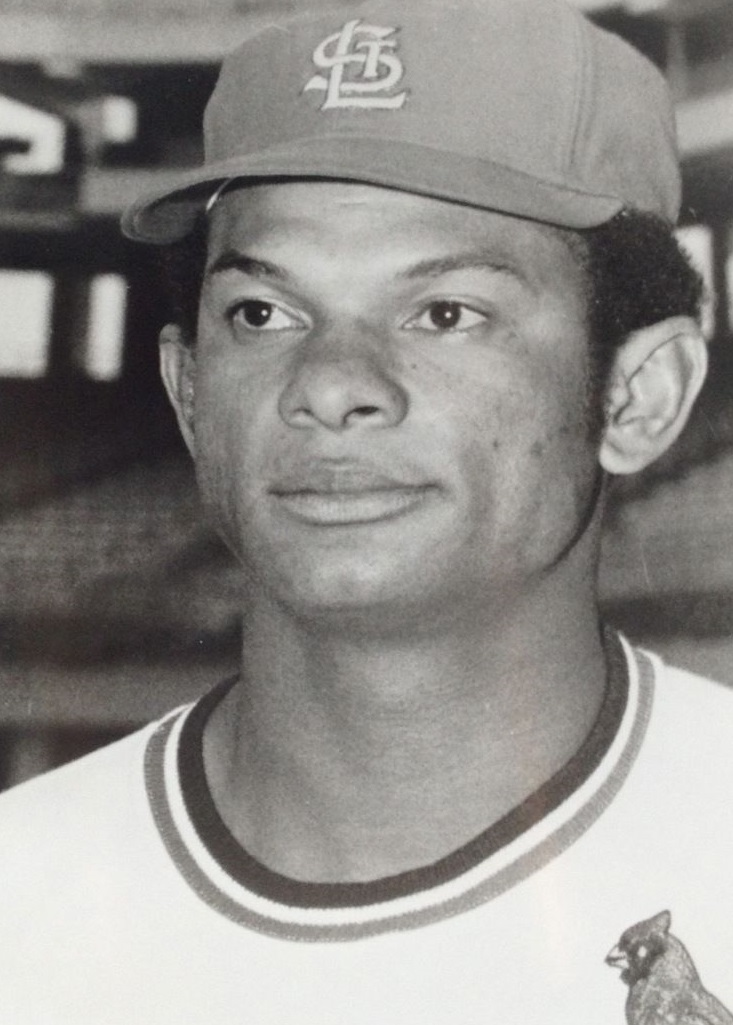
マティ・アルー／11月3日没

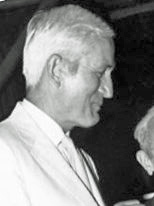
ノーマン・ラムゼー／11月4日没

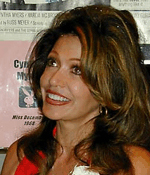
シンシア・マイヤーズ／11月4日没

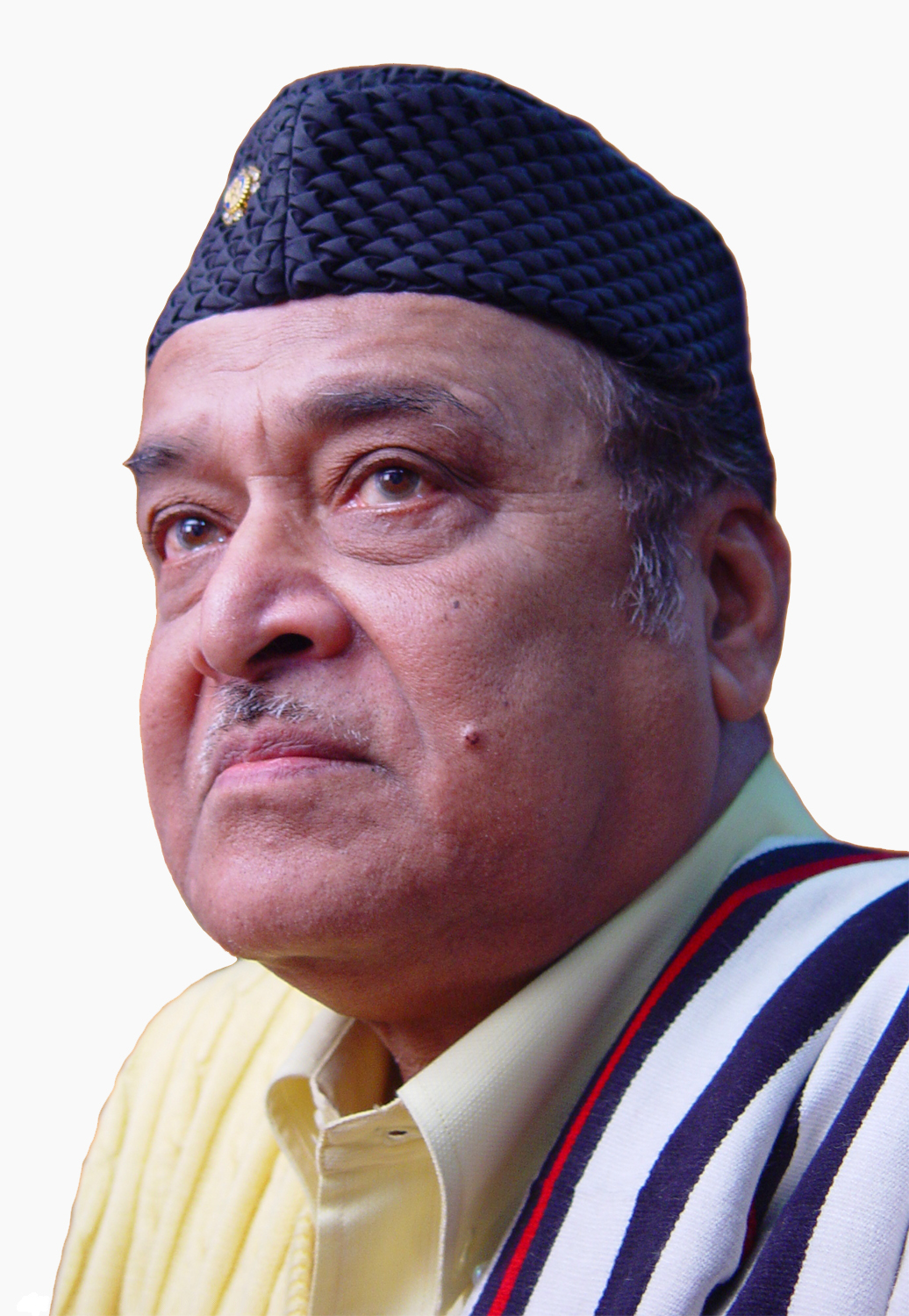
ブーペン・ハザリカ／11月5日没

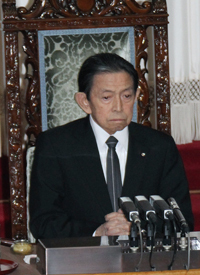
西岡武夫／11月5日没

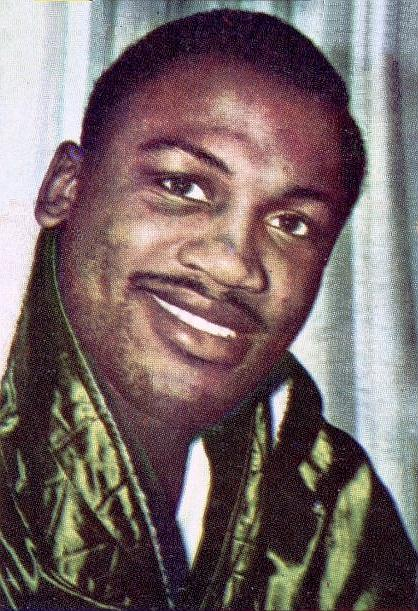
ジョー・フレージャー／11月7日没

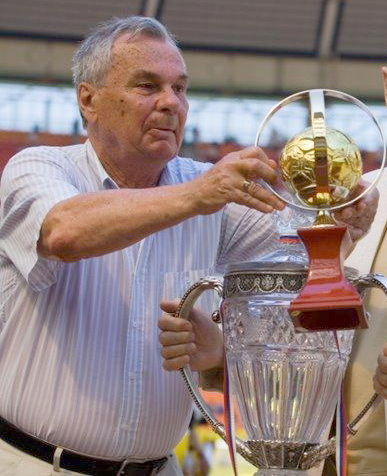
ワレンチン・イワノフ／11月8日没

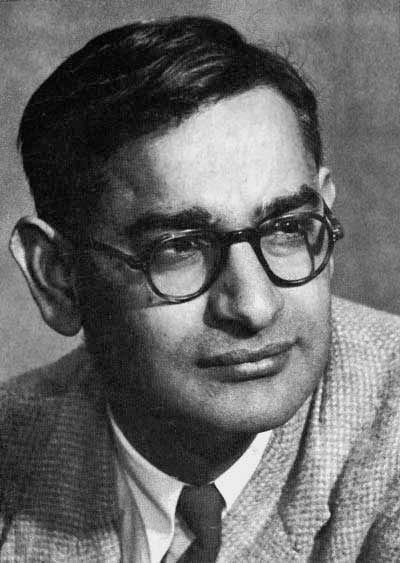
ハー・ゴビンド・コラナ／11月9日没

- 11月1日 - ロバート・スカラピーノ、アメリカ合衆国の政治学者、東アジア研究者（* 1919年）[1]
- 11月1日 - クリスチャンヌ・ルグラン（Christiane Legrand）、フランスの歌手、ミシェル・ルグランの姉（* 1930年）[2]
- 11月1日 - 石堂淑朗、日本の脚本家（* 1932年）[3]
- 11月1日 - 伊原寛、日本の人形操演家、人形操りニューマリオネットのメンバー（* 1935年）[4]
- 11月1日 - 嵯峨健四郎、プロ野球選手（* 1937年）[要出典]
- 11月2日 - 松岡陽子マックレイン、アメリカ合衆国在住の日系アメリカ人文学研究者（* 1924年）[5]
- 11月2日 - 高橋昭博、日本の元地方公務員（元広島市職員）、原爆被爆者、広島原爆資料館元館長（* 1931年）[6]
- 11月2日 - 石川久雄、日本の政治家、静岡市議会議長（* 1938年?）[7]
- 11月3日 - 長谷川孝士、日本の国語教育学者、愛媛大学名誉教授、元松山市立子規記念博物館館長（* 1926年）[8]
- 11月3日 -  マティ・アルー、ドミニカ共和国の元プロ野球選手【ニューヨーク・ヤンキース、太平洋クラブライオンズ等所属】（* 1938年）[9]
- 11月4日 - ノーマン・ラムゼー - アメリカ合衆国の物理学者、ノーベル物理学賞受賞者、ハーバード大学名誉教授（* 1915年）[10]
- 11月4日 - シンシア・マイヤーズ、アメリカ合衆国のグラビアモデル（* 1950年）[11]
- 11月5日 - 谷省吾、日本の神道学者、皇學館大学元学長【名誉教授】（* 1921年）[12]
- 11月5日 - ブーペン・ハザリカ、インドの歌手、音楽家（* 1926年）[13][14]
- 11月5日 - 西岡武夫、日本の政治家、参議院議員・元衆議院議員、第28代参議院議長、第111・112代文部大臣（* 1936年）[15]
- 11月6日 - ゴードン・ベック、イギリスのジャズピアニスト・作曲家（* 1936年）[16]
- 11月7日 - 大田哲哉、日本の実業家、広島電鉄代表取締役会長、広島商工会議所前会頭（* 1940年）[17]
- 11月7日 - ジョー・フレージャー、アメリカ合衆国のプロボクサー、元世界ヘビー級王者、第18回オリンピック東京大会ボクシングヘビー級金メダリスト（* 1944年）[18]
- 11月7日 - 隆の里俊英、日本の元大相撲力士【第59代横綱】、年寄：鳴戸（* 1952年）[19]
- 11月8日 - ワレンチン・イワノフ、ソビエト社会主義共和国連邦のサッカー選手、サッカー指導者、元同国代表（* 1934年）[20]
- 11月8日 - リッキー・ホイ、香港の映画俳優（* 1946年）[21]
- 11月8日 - ヘヴィ・D、アメリカ合衆国のラッパー、音楽プロデューサー（* 1967年）[22]
- 11月9日 - ハー・ゴビンド・コラナ、インド出身のアメリカ合衆国在住分子生物学者（* 1922年）[23]
- 11月9日 - 黒沢良、日本の声優、ナレーター（* 1930年）[24]
- 11月10日 - 宇佐美忠信、日本の労働運動家、元ゼンセン同盟会長（* 1925年）[25]
- 11月10日 - キラー・カール・コックス、アメリカ合衆国のプロレスラー（* 1931年）[26]
- 11月10日 - 斎藤博、日本の元バスケットボール選手（* 1933年）[27]
- 11月10日 - 芦田甚之助、日本の労働運動家、第2代日本労働組合総連合会会長（* 1934年）[28]
- 11月10日 - 鴨下重彦、日本の医学者、東京大学名誉教授（* 1934年）[29]
- 11月11日 - 田中昭二、日本の物理学者、東京大学名誉教授（* 1927年）[30]
- 11月12日 - 中戸川朝人、日本の俳人（* 1927年?）[31]
- 11月13日 - 秀嶋弘行、日本の実業家、元RKB毎日放送副社長（* 1923年?）[32]
- 11月13日 - 辰巳正明、日本の実業家、元読売・日本テレビ文化センター出向・部長待遇（* 1938年?）[33]
- 11月14日 - 土屋隆夫、日本の小説家、推理作家（* 1917年）[34]
- 11月14日 - 浜田雄史、日本の俳優（* 1931年）[35]
- 11月15日 - 柘植光彦、日本の文芸評論家、著作家、専修大学名誉教授（* 1938年）[36]

## 16日 - 30日

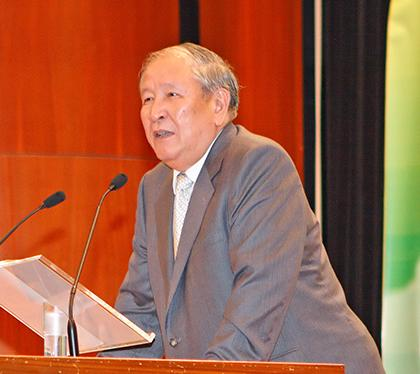
黄昭堂／11月17日没

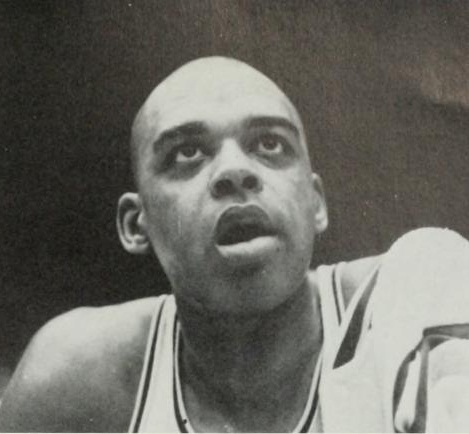
ウォルト・ハザード／11月18日没

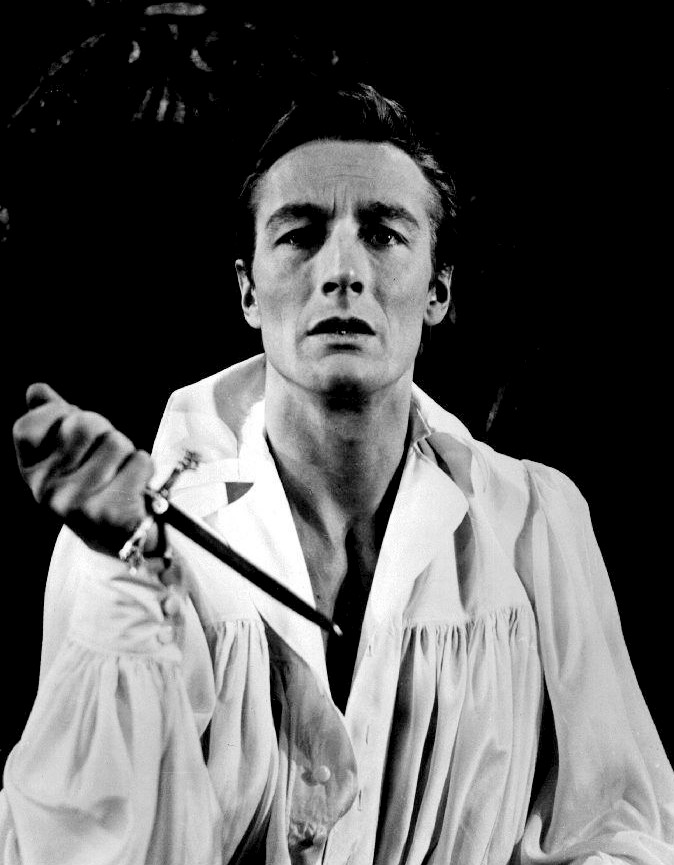
ジョン・ネヴィル／11月19日没

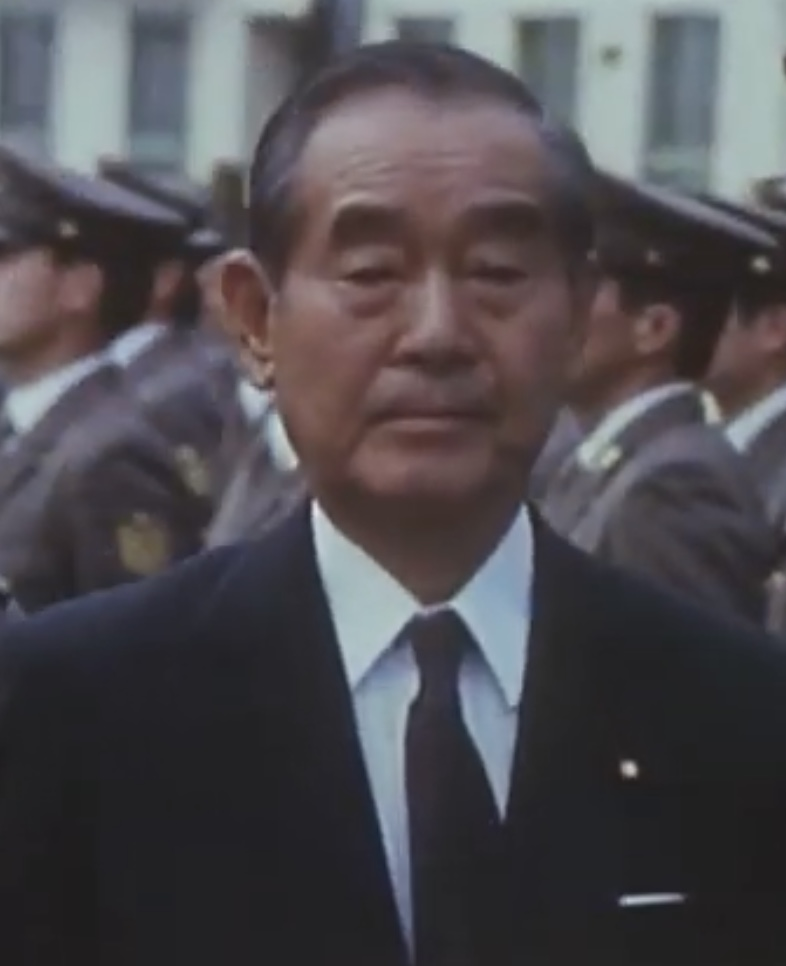
松本十郎／11月21日没

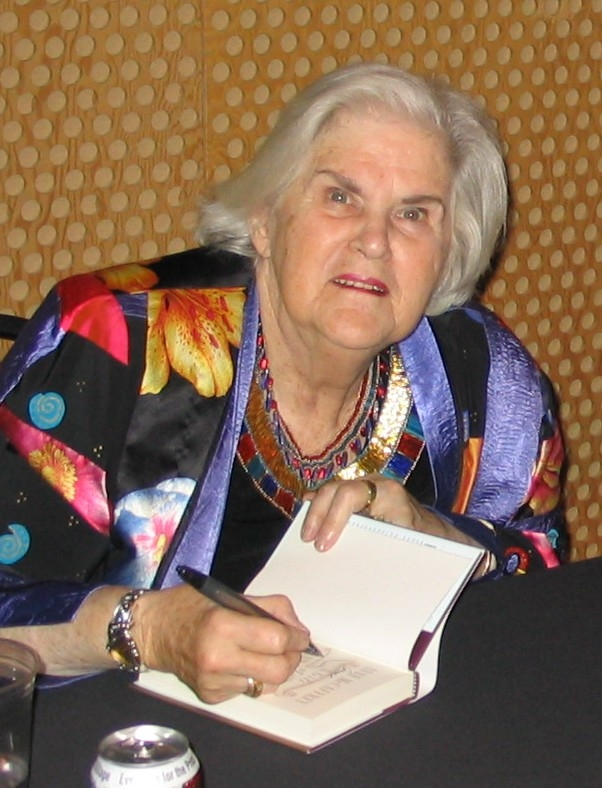
アン・マキャフリイ／11月21日没

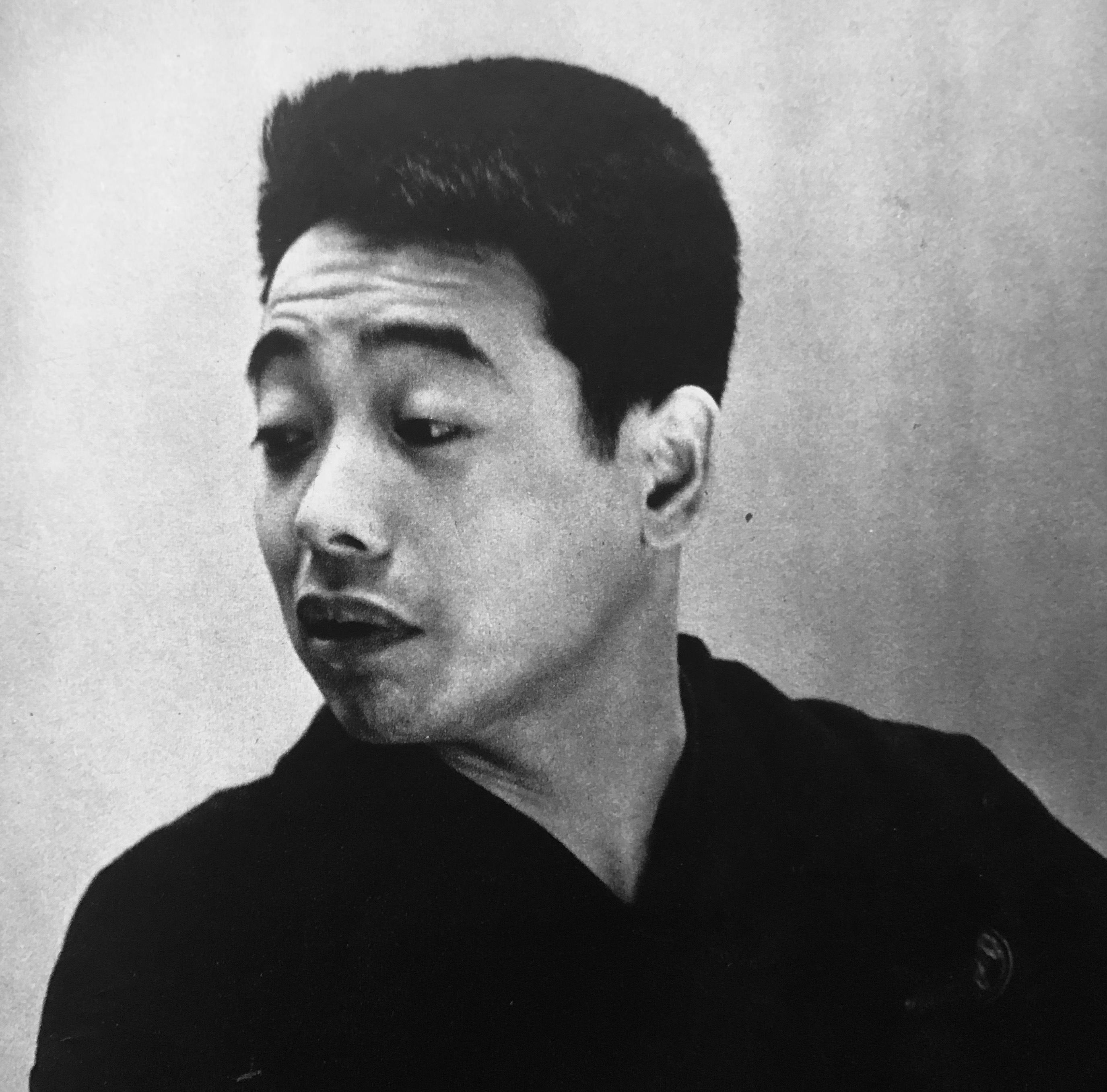
七代目（五代目）立川談志／11月21日没

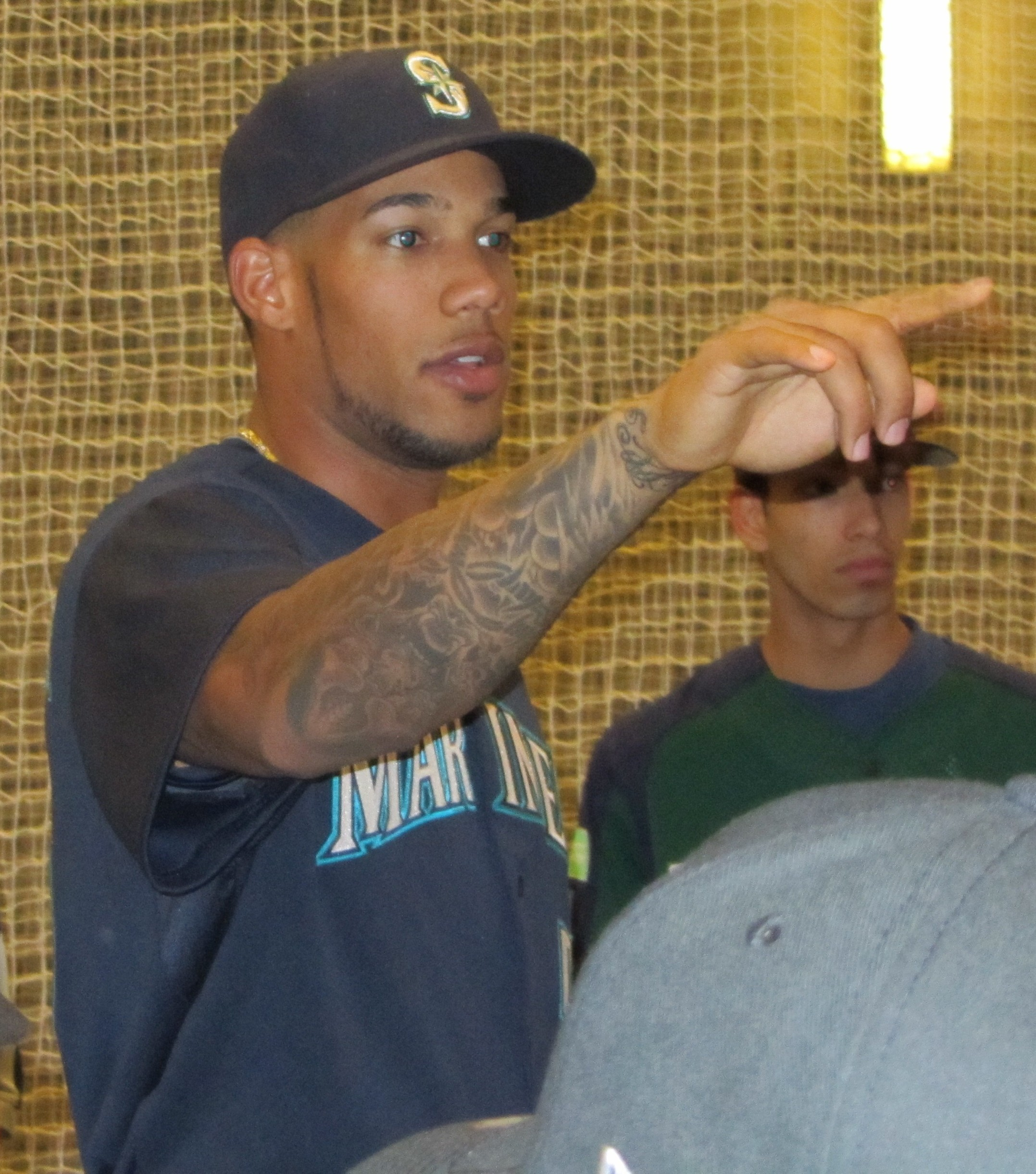
グレッグ・ハルマン／11月21日没

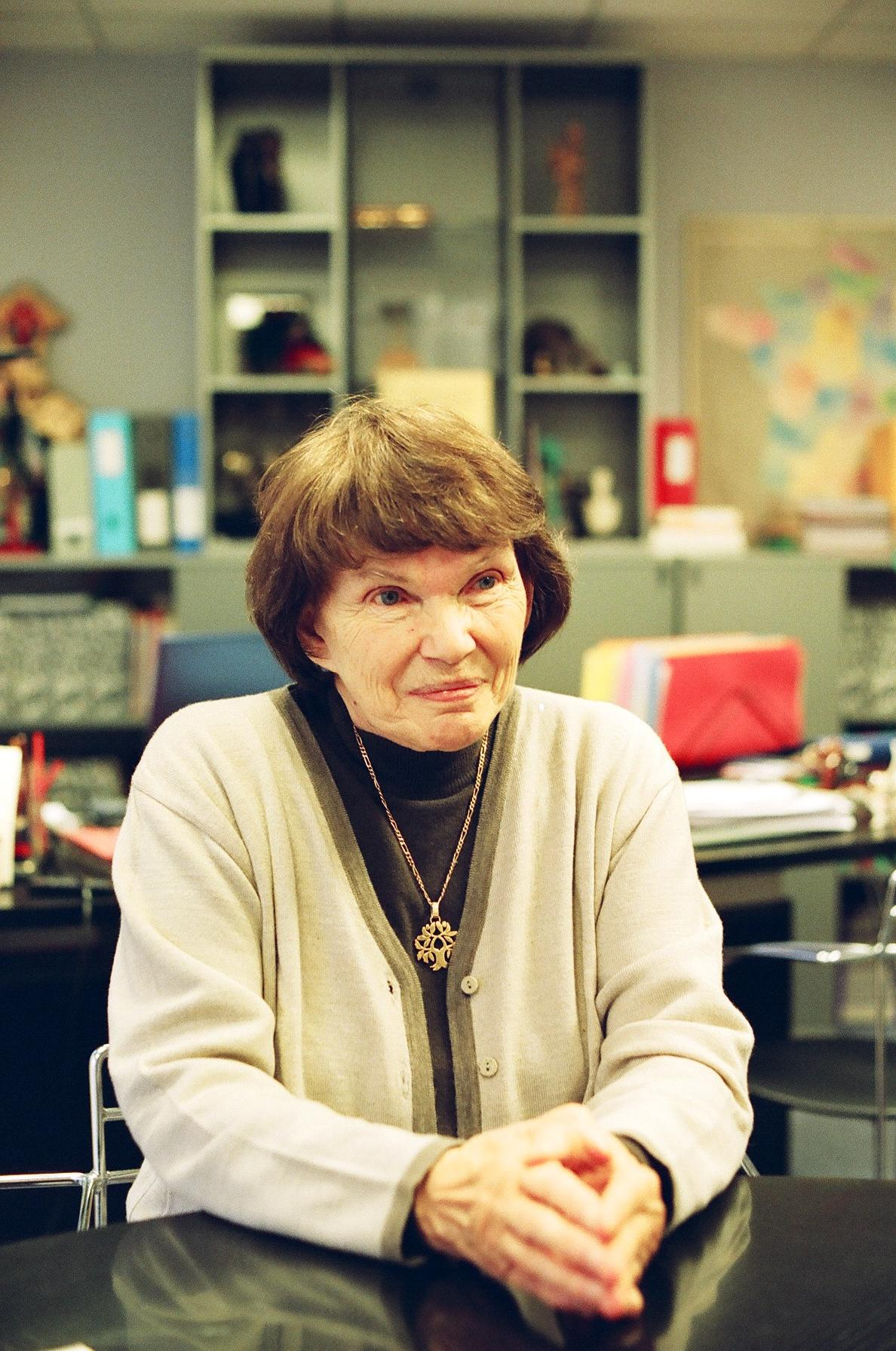
ダニエル・ミッテラン／11月22日没

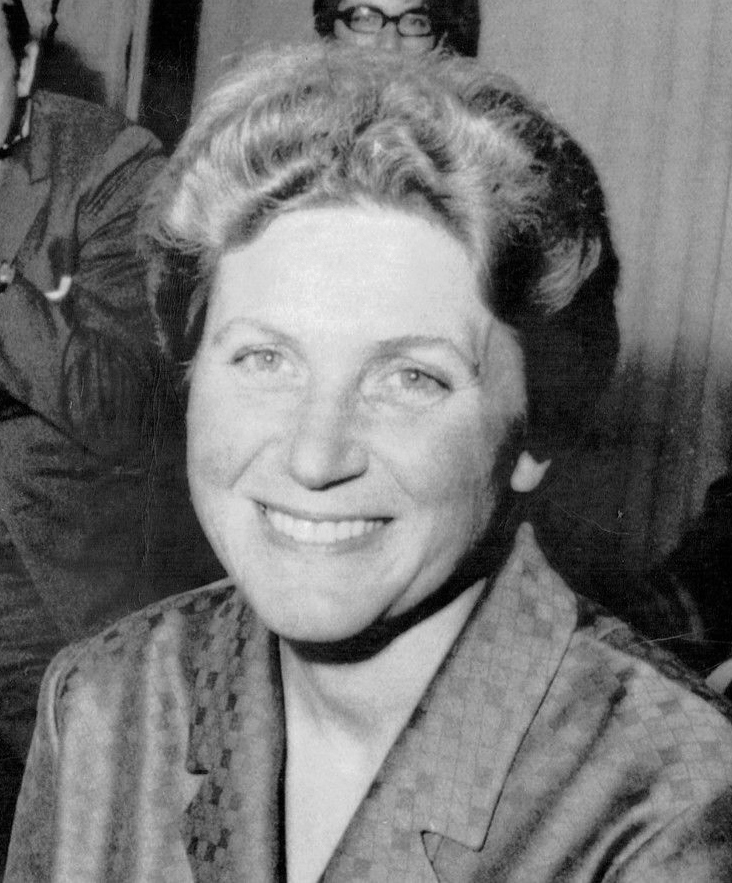
スヴェトラーナ・アリルーエワ／11月22日没

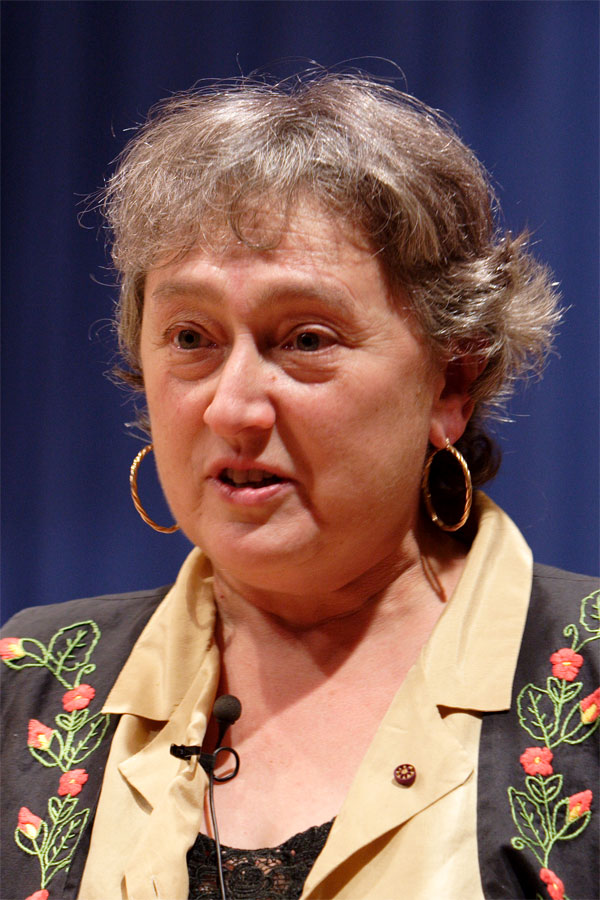
リン・マーギュリス／11月22日没

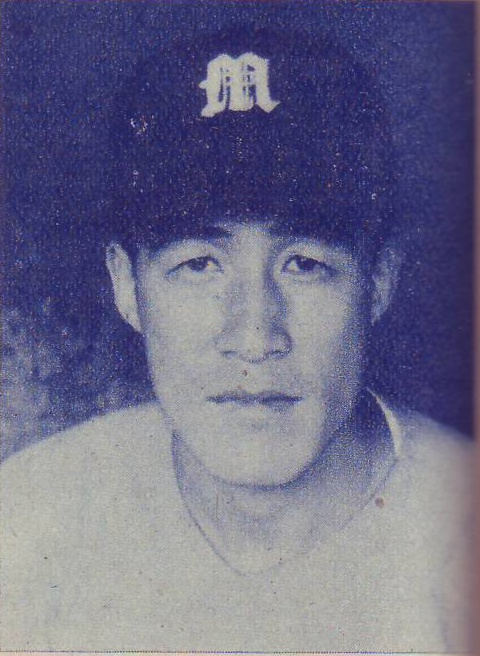
西本幸雄／11月25日没

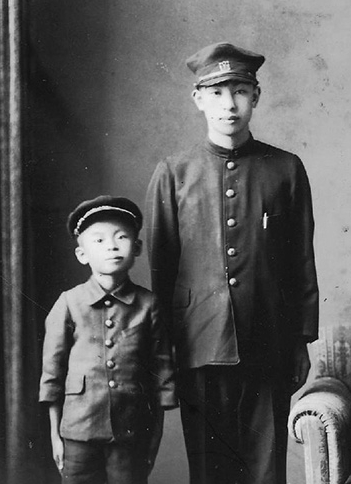
伊藤清三（左）／11月26日没

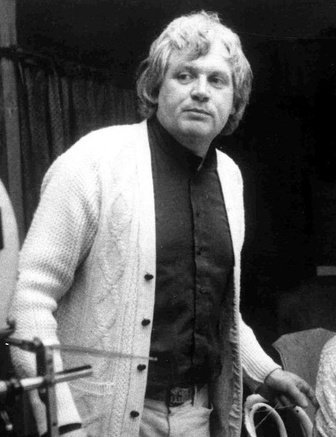
ケン・ラッセル／11月27日没

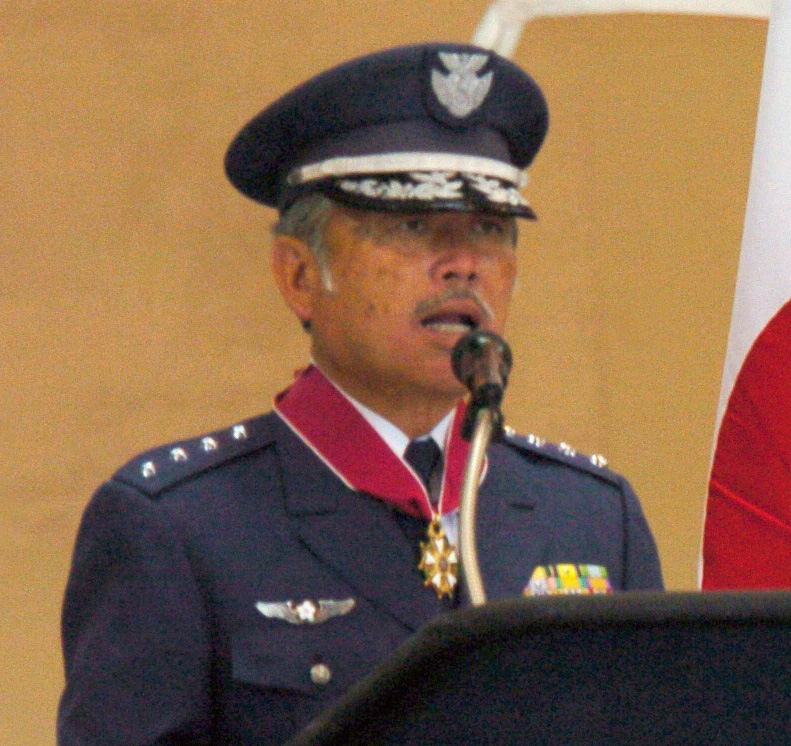
津曲義光／11月27日没

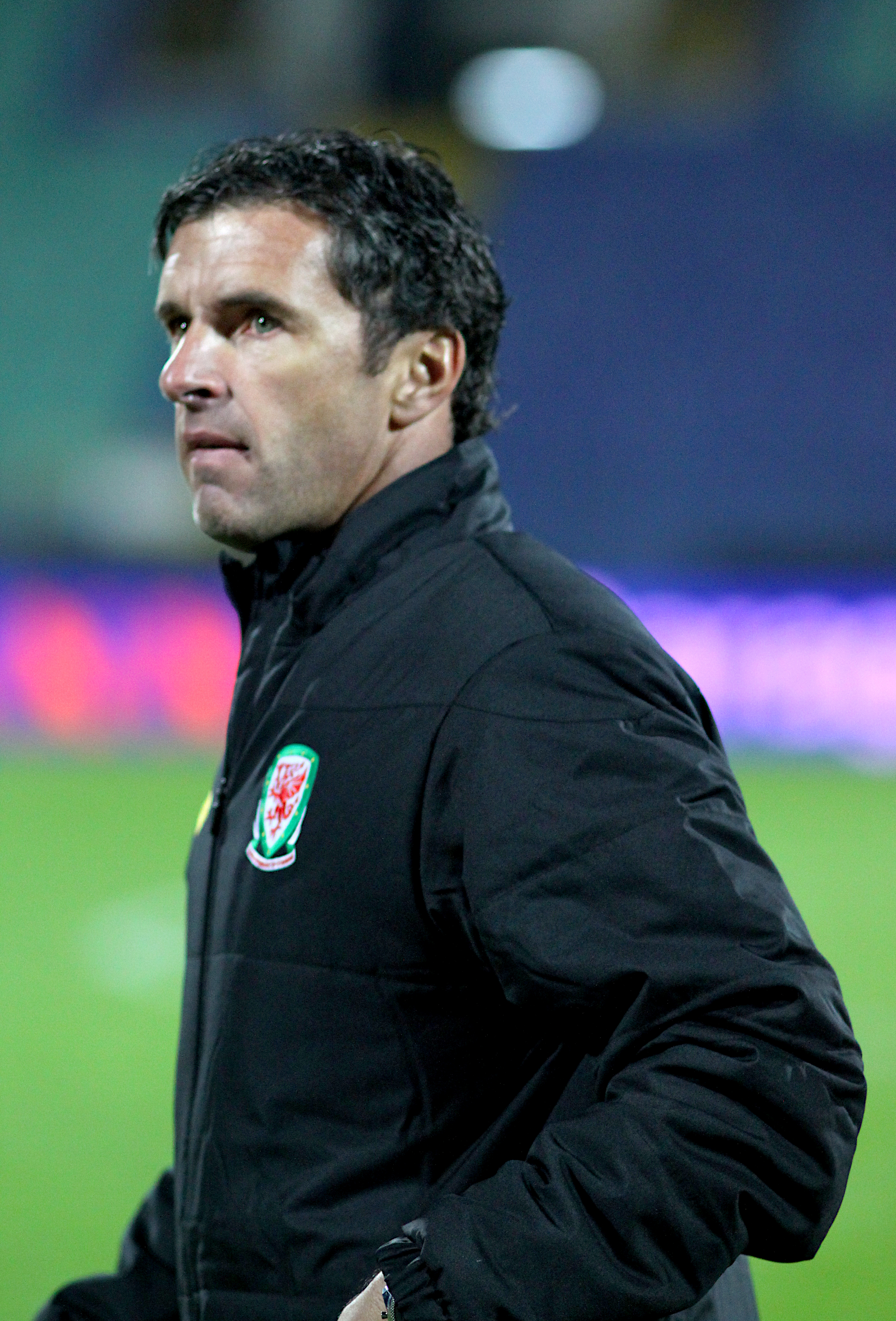
ガリー・スピード／11月27日没

- 11月17日 - 右手和子、日本の声優、紙芝居実演家（* 1927年?）[37]
- 11月17日 - 黄昭堂、中華民国（台湾）の政治家、政治運動家、昭和大学名誉教授、台湾独立建国連盟主席（* 1932年）[38]
- 11月18日 - 倉田保雄、日本の国際問題評論家、エッセイスト（* 1924年）[39]
- 11月18日 - ウォルト・ハザード、アメリカ合衆国の元バスケットボール選手、指導者（* 1942年）[40]
- 11月19日 - 佐藤嘉尚、日本の作家、編集者（* 1943年）[41]
- 11月19日 - ジョン・ネヴィル、イギリスの俳優（* 1925年）[42]
- 11月20日 - 成田豊、日本の実業家、電通会長（* 1929年）[43]
- 11月20日 - 石田正範、日本の実業家、CKD会長（* 1942年）[44]
- 11月21日 - 松本十郎、日本の政治家、大蔵官僚、元自由民主党衆議院議員、第48代防衛庁長官（* 1918年）[45]
- 11月21日 - アン・マキャフリイ、アメリカ合衆国の小説家（* 1926年）[46]
- 11月21日 - 七代目（五代目）立川談志、日本の落語家、タレント、元政治家、落語立川流家元、元参議院議員（* 1936年）[47]
- 11月21日 - グレッグ・ハルマン、オランダのプロ野球選手【シアトル・マリナーズ所属】（* 1987年）[48]
- 11月22日 - エリザベート・ド・リュクサンブール、ルクセンブルク大公国の王女（* 1922年）[49]
- 11月22日 - ダニエル・ミッテラン、フランスの人権活動家、フランソワ・ミッテラン・フランス第五共和政第4代大統領夫人（* 1924年）[50]
- 11月22日 - スヴェトラーナ・アリルーエワ、旧ソビエト連邦出身の翻訳家、ヨシフ・スターリンの娘（* 1926年）[51]
- 11月22日 - ポール・モチアン（Paul Motian）、アメリカ合衆国のジャズドラマー)（* 1931年）[52]
- 11月22日 - ルネ・ヴァン・ダール・ワタナベ、日本の占星術師（* 1942年）[53]
- 11月22日 - リン・マーギュリス、アメリカ合衆国の生物学者（* 1938年）[54]
- 11月22日 - バイソン・スミス、アメリカ合衆国のプロレスラー（* 1973年）[55]
- 11月23日 - 中冨正義、日本の実業家、久光製薬元会長・社長（* 1905年）[56]
- 11月23日 - 秋野亥左牟 日本の絵本画家（* 1935年）[57]
- 11月24日 - 中村清治、日本の洋画家（* 1935年?）[58]
- 11月25日 - 西本幸雄、日本の元プロ野球選手、監督、野球評論家（* 1920年）[59]
- 11月25日 - 村田正夫、日本の詩人、評論家（* 1932年?）[60]
- 11月26日 - 栄枝清一郎、日本の元判事（* 1918年?）[61]
- 11月26日 - 沼田武、日本の政治家、第11-15代千葉県知事（* 1922年）[62]
- 11月26日 - 平岡定海、日本の僧侶、東大寺長老・華厳宗管長（* 1923年）[63]
- 11月26日 - 伊藤清三、日本の数学者、東京大学名誉教授（* 1927年）[64]
- 11月26日 - 市村究一郎、日本の俳人（* 1927年?）[65]
- 11月26日 - thai(田井宏之）、日本のミュージシャン、元BEAT CRUSADERSメンバー（* 1977年?）[66]
- 11月27日 - 田居克己、日本のデザイナー（* 1919年?）[67]
- 11月27日 - ケン・ラッセル、イングランドの映画監督（* 1927年）[68]
- 11月27日 - 津曲義光、日本の元航空自衛官、第27代航空幕僚長（* 1946年）[69]
- 11月27日 - ガリー・スピード、ウェールズ出身のサッカー選手、サッカー指導者（* 1969年）[70]
- 11月28日 - 牧千草、日本の女優（* 1929年）[71]
- 11月28日 - 長谷川利治、日本の情報工学者、京都情報大学院大学学長（* 1934年）[72]
- 11月28日 - 木村隆文、日本の教育者、青森山田学園理事長（* 1940年?）[73]
- 11月29日 - 林雄二郎、日本の未来学者、元官僚、元経済安定本部職員（* 1916年）[74]
- 11月30日 - 木村若友、日本の浪曲師（* 1911年）[75]
- 11月30日 - 杉山二郎、日本の美術史家（* 1928年）[76]
- 11月30日 - 伊藤光四郎、日本の元プロ野球選手（* 1937年）[77]
- 11月30日 - 常見忠、日本の元プロ野球選手、釣り師（* 1930年）